# Hadash
Hadash of Chadash (Hebreeuwse afkorting van Hachazit Hademokratit leshalom uleshivyon, החזית הדמוקרטית לשלום ולשוויון, in het Hebreeuws betekent Chadash ook "nieuw", Nederlands: Democratisch Front voor Vrede en Gelijkheid), is een Israëlisch, uiterst links volksfront. Binnen het volksfront neemt Maki (de Israëlische Communistische Partij, vroeger bekendstaand als Rakah) een machtige positie in. De meeste leden en aanhangers van Hadash zijn Israëlische Palestijnen of Joden die zichzelf als 'niet-Zionistisch' beschouwen.

## Geschiedenis
Hoewel verboden, onderhield Hadash tot 1993 nauwe (geheime) contacten met de PLO. Voor de Israëlische parlementsverkiezingen van 1996 ging Hadash een alliantie aan met Balad. De alliantie verwierf 5 zetels.
Voor de Israëlische parlementsverkiezingen van 2003 ging Hadash een alliantie aan met de Arabisch nationalistische Ta'alpartij van Ahmad Tibi. De alliantie verwierf 3 zetels. In 2015 stopte Mohammad Barrakeh als partijleider. Hij werd opgevolgd door Ayman Odeh. Hadash deed bij de verkiezingen van 2015 mee op de Gezamenlijke Lijst, een samenwerkingsverband van Hadash, Ra'am, Ta'al en Balad, die dertien zetels haalde.

## Ideologie
De partij steunt de ontruiming van alle Joodse nederzettingen, terugtrekking uit de door Israël tijdens de Zesdaagse Oorlog bezette gebieden en de creatie van een Palestijnse Staat. De partij komt op voor de arbeiders en sociale wetgeving. Hadash is niet zionistisch. Naast veiligheids- en vredesthematiek staat Hadash ook bekend om hun activiteiten op sociaal en milieugebied.

## Zetelverdeling in deKnesset
| 1988           | 4                      |                                                                                         |
| 1992           | 3                      |                                                                                         |
| 1996           | 5                      |                                                                                         |
| 1999           | 3                      |                                                                                         |
| 2003           | 3                      |                                                                                         |
| 2006           | 3                      |                                                                                         |
| 2009           | 4                      |                                                                                         |
| 2013           | 4                      |                                                                                         |
| 2015           | 4 + 1 roulerende zetel | Als onderdeel van een gezamenlijke lijst met Ra'am, Ta'al en Balad (Israël) (13 zetels) |
| april 2019     | 4                      | In de gezamenlijke lijst Hadash-Ta'al (6 zetels)                                        |
| september 2019 | 5                      | Als onderdeel van een gezamenlijke lijst met Ra'am, Ta'al en Balad (Israël) (13 zetels) |
| 2020           | 5                      | Als onderdeel van een gezamenlijke lijst met Ra'am, Ta'al en Balad (Israël) (15 zetels) |
| maart 2021     | 3                      | Als onderdeel van een gezamenlijke lijst met Ta'al en Balad (in totaal zes zetels)      |

## Leden in de negentiende Knesset (2013-2015)
1. Mohammad Barakeh
2. Hana Sweid
3. Dov Khenin
4. Afou Agbaria